# 음실라주

음실라주

음실라주(아랍어: ولاية المسيلة)는 알제리 북부에 위치한 주로, 주도는 음실라이며 면적은 18,718km2, 인구는 991,846명(2008년 기준)이다.